# Дайзенхофер, Иоганн
Иоганн Дайзенхофер (нем. Johann Deisenhofer; род. 30 сентября 1943 года, Цузамальтхайм, Германия) — немецкий биохимик, лауреат Нобелевской премии по химии 1988 года. 
Член Национальной академии наук США (1997) и Леопольдины (2003).

## Биография
Родился в Германии в небольшом местечке Цузамальтхайме. В 1965—1971 годах учился в Мюнхенском техническом университете. В 1974 году закончил диссертацию под руководством Роберта Хубера в Институте биохимии Общества Макса Планка. Дайзенхофер, Роберт Хубер и Хартмут Михель смогли получить точную структуру бактериального фотосинтетического реакционного центра, за что в 1988 году были удостоены Нобелевской премии по химии. В 1988 году Дайзенхофер перешёл в Медицинский институт Говарда Хьюза.
Является профессором кафедры биофизики в Университете Техасского Юго-западного медицинского центра.
Член Европейской академии (1989). Фелло Американской кристаллографической ассоциации и Американской ассоциации содействия развитию науки. Член American Society for Biochemistry and Molecular Biology, Sigma Xi и др.
Подписал «Предупреждение человечеству» (1992) и Третий гуманистический манифест (2003), а в 2016 году — письмо с призывом к Greenpeace, Организации Объединенных Наций и правительствам всего мира прекратить борьбу с генетически модифицированными организмами (ГМО).

## Награды
Награждён Большим офицерским крестом ордена «За заслуги перед ФРГ» (1990) и баварским орденом «За заслуги» (1992).
- Премия Макса Дельбрюка Американского физического общества (1986)[11]
- Нобелевская премия по химии (1988)
- Otto-Bayer-Preis[нем.] (1988)
- Kentucky colonel[англ.] (1995)
- Röntgen-Plaquette (2004)

Почётный доктор Drury University (1993) и University of Burdwan (1996).
Почётный гражданин родного Цузамальтхайма и Далласа.

## Основные публикации
- J. Deisenhofer, O. Epp, K. Miki, R. Huber & H. Michel. Structure of the protein subunits in the photosynthetic reaction centre of Rhodopseudomonas viridis at 3Å resolution (англ.) // Nature : journal. — 1985. — Vol. 318, no. 6047. — P. 618—624. — doi:10.1038/318618a0.